# Alchemilla curvidens
Alchemilla curvidens är en rosväxtart som beskrevs av Sergei Vasilievich Juzepczuk. Alchemilla curvidens ingår i släktet daggkåpor, och familjen rosväxter. Utöver nominatformen finns också underarten A. c. hemicycla.